# Cicely Courtneidge
Dame Cicely Courtneidge DBE (1 de abril de 1893 – 26 de abril de 1980) fue una actriz británica.

## Primeros años
Su verdadero nombre era Esmerelda Cicely Courtneidge, y nació en Sídney, Australia. Era hija del productor escocés Robert Courtneidge y nieta de la cantante de ópera del Covent Garden, Cicely Nott. Su madre también fue actriz, al igual que sus tres hermanas, una de las cuales era Ada Blanche. Su debut profesional tuvo lugar con una obra producida por su padre, The Arcadians (1911), trabajando posteriormente en The Pearl Girl (1913), ambas piezas representadas en el Teatro Shaftesbury.   

## Carrera
Protagonizó comedias slapstick como Falling for You (1933) y Soldiers of the King (1934), además de trabajar con regularidad en el teatro británico. También hizo actuaciones en Melbourne, Australia, a finales de los años treinta. Actuó numerosas veces en el cine, con títulos como Those Magnificent Men in Their Flying Machines (1965). También hizo el papel de "Mum" en la serie de la London Weekend Television On the Buses, junto a Reg Varney y Anna Karen. Otro de sus trabajos, en compañía de Vic Oliver y de su marido, Jack Hulbert, fue el que hizo en la sitcom radiofónica de la BBC Discord in Three Flats (1962). 
Tras una larga  carrera dedicada por entero a los papeles en comedias y en revistas, hizo una actuación dramática en el film La habitación en forma de L, en el papel de una vieja lesbiana. También consiguió una buena crítica por su papel de Madame Arcati en el musical High Spirits, basado en la pieza de Noel Coward Blithe Spirit.
Una de sus últimas interpretaciones fue la que hizo en la Royal Gala Performance en el Festival de Teatro de Chichester en junio de 1977, en celebración del Vigésimo Quinto Aniversario de la Reina Isabel II del Reino Unido. El espectáculo fue llamado God Save The Queen!, y tuvo un elenco de estrellas, entre las que se incluían Ingrid Bergman, Wendy Hiller, Flora Robson, Diana Rigg, Penelope Keith, Siân Phillips, Keith Michell, Alfred Marks y Courtneidge. A la representación asistió la Princesa Alejandra de Kent.

## Vida personal
Se casó con el actor Jack Hulbert en 1916, permaneciendo juntos 62 años, hasta la muerte de Hulbert. Fue nombrada Comandante del Imperio Británico (CBE) en 1951, y en 1972 ascendió a Dama Commandante (DBE).
Cicely Courtneidge falleció en 1980 en Londres, poco después de cumplir 87 años. Fue incinerada en el Crematorio de Golders Green y las cenizas depositadas en su mausoleo.

## Teatro
Courtneidge actuó en las siguientes producciones teatrales:
- Once More With Music - Teatro Royal Brighton - con Jack Hulbert – octubre de 1976
- Breath of Spring – Teatro Everyman, Cheltenham - con Jack Hulbert – mayo de 1974
- The Hollow – Teatro Everyman, Cheltenham - con Jack Hulbert - 1973
- Move Over Mrs. Markham – Teatro Vaudeville,  Londres - 17 de marzo de 1971
- The Hollow - Teatro Royal, Brighton - con Jack Hulbert - 1970
- Dear Octopus - Teatro Royal, Haymarket, 1967 - con Richard Todd, Joyce Carey, Ursula Howells y Jack Hulbert
- The Bride Comes Back - Grand Teatro, Wolverhampton – con Edward Petherbridge, Robertson Hare y  Jack Hulbert - 1961
- The Bride Comes Back - Vaudeville Theatre Royal - con Jack Hulbert - 1960
- The Bride and the Bachelor – Teatro Duchess, Londres - 1956
- Gay's The Word – Teatro Saville, Londres - 1952
- Her Excellency - London Hippodrome, 1949
- Under the Counter - (Jo Fox) – Teatro Phoenix, 1946
- Under Your Hat - 1938
- Folly To Be Wise - Liverpool Empire, 24 de agosto de 1932 - presentada por Jack Hulbert, con música de Vivian Ellis
- Lido Lady - Londres, 1926 – escrita por Rogers & Hart, coprotagonizada por Jack Hulbert
- The Pearl Girl – Teatro Shaftsbury, 1913
- The Arcadians (Chrysea) - Teatro Shaftsbury, 1911

## Filmografía
- The Ghost Train (1931)
- Happy Ever After (1932)
- Jack's the Boy (1932)
- Aunt Sally (1933)
- Falling for You (1933)
- Soldiers of the King (1934)
- Things Are Looking Up (1935)
- Me and Marlborough (1935)
- The Perfect Gentleman (1935)
- Everybody Dance (1936)
- Take My Tip (1937)
- Under Your Hat (1940)
- The Spider's Web (1960)
- La habitación en forma de L (1962)
- The Wrong Box (La caja de las sorpresas) (1965)
- Those Magnificent Men in their Flying Machines (1965)
- Not Now Darling (1973)

## Discografía
- "Ali Baba's Camel"
- Gay's The Word
- High Spirits